# Studio 54
Studio 54, nekadašnji noćni klub koji je bio jedan od najpoznatijih na svijetu. Klub se nalazio na adresi 254 West 54th Street na Manhattanu, New York City, SAD. Bio je kultno mjesto američkog noćnog života koji je činio neponovljivu kombinaciju glamurozne sofisticiranosti i besramnog hedonizma.
Klub je otvoren 26. travnja 1977. godine te je vrlo brzo postao epicentar noćnog života New Yorka, ali i ujedno i jedan od najpoznatijih klubova u svijetu. Uskoro je postao poznat po razvratnim zabavama, dilanju i uporabi kokaina te zamraćivanju dobiti. Prve godine klub je zaradio milijune USD, a platio je svega 8.000 USD poreza. Porezna služba je 14. prosinca 1978. godine izvela zaplijenu novca u klubu, našavši ujedno i kokain te su vlasnici kluba, Steve Rubell i Ian Schrager uhićeni i optuženi za neprijavljivanje oko 2,5 milijuna USD zarade i utaju poreza, zbog čega su osuđeni na 3,5 godina zatvora i 20.000 USD novčane globe.
Rubell i Schrager su, uoči održavanja kazne, 2. veljače 1980. godine, održali posljednji nezaboravan tulum nazvan Kraj moderne Gomore na kojem su nazočili Richard Gere, Halston, Reggie Jackson, Andy Warhol, Lorna Luft i Sylvester Stallone te Diana Ross i Liza Minnelli kao izvođačice. Među slavnim posjetiteljima kluba bili su ranije i Brooke Shields, Elizabeth Taylor, Donald Trump, Elton John, Bianca Jagger, Cher, Calvin Klein, Barbra Streisand, Grace Jones, Michael Jackson, Woody Allen, Steven Tyler, Raquel Welch i Jacqueline Kennedy Onassis.
Klub je ponovno otvorio svoja vrata 1981. godine s novim vlasnicima, ali je definitivno zatvorio diskoteku 1986. godine.

## Vanjske poveznice
- Studio 54: 10 nevjerojatnih (i ludih) priča iz legendarnog kluba – mixer.hr
- Fotografije iz Studija 54: Pogledajte kako je legendarni klub izgledao u svojim najboljim danima – billboard.com (engl.)
- Studio 54 – Britannica Online (engl.)